# 瑪麗縣 (密蘇里州)
瑪麗县（英語：Maries County）是美國密蘇里州中部的一個縣。面積1,373平方公里。根據美國2000年人口普查，共有人口8,903人。縣治維也納 （Vienna）。
成立於1845年2月14日。縣名來自瑪麗河和小瑪麗河 （原詞是法語marais，即「沼澤」的意思）。